# Yusaku Ueno
Yusaku Ueno (jap. 上野 優作 Ueno Yusaku; ur. 1 listopada 1973) – japoński piłkarz występujący na pozycji napastnika.

## Kariera klubowa
Od 1996 do 2008 roku występował w klubach Avispa Fukuoka, Sanfrecce Hiroszima, Kyoto Purple Sanga, Albirex Niigata i Tochigi SC.